# Aliaksandr Buikevich
Aliaksandr Mikalaïevitch Buikevitch (Аляксандр Мікалаевіч Буйкевіч), le plus souvent transcrit Aliaksandr Buikevich, est un escrimeur biélorusse né le 19 novembre 1984 à Brest et pratiquant le sabre.

## Palmarès
- Championnats du monde d'escrime
  -  Médaille d'argent par équipes aux championnats du monde d'escrime 2011 à Catane

- Championnats d'Europe d'escrime
  -  Médaille d'or aux championnats d'Europe d'escrime 2008 à Kiev
  -  Médaille d'argent aux championnats d'Europe d'escrime 2007 à Gand
  -  Médaille de bronze aux championnats d'Europe d'escrime 2012 à Legnano
  -  Médaille de bronze par équipes aux championnats d'Europe d'escrime 2008 à Kiev

## Classement en fin de saison
| Année | 2003 | 2004 | 2005 | 2006 | 2007 | 2008 | 2009 | 2010 | 2011 | 2012 | 2013 | 2014 | 2015 | 2016 |
| ----- | ---- | ---- | ---- | ---- | ---- | ---- | ---- | ---- | ---- | ---- | ---- | ---- | ---- | ---- |
| Rang  | 266  | 100  | 19   | 55   | 14   | 12   | 30   | 36   | 23   | 22   | 10   | 29   | 19   | 14   |